# Забереги
Забере́ги — тонкий лід, що утворюється вздовж берегів водойм перед його повним замерзанням. 
На річках зі значною швидкістю течії, які не замерзають, забереги поступово намерзають і перетворюються в льодяні вали, які досягають іноді висоти бл. 1 м.